# خوسيه ماريا بونس دي ليون
خوسيه ماريا بونس دي ليون (بالإسبانية: José María Ponce de León)‏ هو مؤرخ وصحفي مكسيكي، ولد في 13 مارس 1878 في Uruachi Municipality ‏ في المكسيك، وتوفي في 20 مارس 1924 في تشيهواهوا في المكسيك.